# 薩莫伊洛維恰島
薩莫伊洛維恰島是俄羅斯的島嶼，屬於北地群島的一部分，位於十月革命島以東約40公里的喀拉海，由克拉斯諾亞爾斯克邊疆區負責管轄，長15公里、寬1公里，面積12平方公里，最高點海拔高度33米，島上無人居住。